# Annona gracilis
Annona gracilis är en kirimojaväxtart som beskrevs av Robert Elias Fries. Annona gracilis ingår i släktet annonor, och familjen kirimojaväxter. Inga underarter finns listade i Catalogue of Life.